# Antoine J. A. van der Wyk
Antoine Jean Alexandre van der Wyk oder gebürtig Anton Jan Alexander van der Wijk (* 3. Juli 1902 in Amsterdam; † 25. Mai 1976 in Genf) war ein niederländisch-schweizerischer Chemie-Ingenieur, Physiker sowie Chemie-Professor an der Universität Genf.

## Leben und Wirken
Isidore Alexander van der Wijks Sohn stammt aus Arnhem; er und seine Familie verzog nach Vandœuvres im Kanton Genf. Van der Wyk war verheiratet und hatte einen namens Sohn Antoine van der Wyk.
Van der Wyk erhielt 1926 an der Genfer Universität das Diplom als Chemie-Ingenieur und erlangte dort 1927 den Doktorgrad der Physik.
Von 1927 bis 1947 war er in Genf Privatdozent (privatdocent), von 1947 bis 1953 Professor (chargé de cours) und von 1953 bis 1959 assoziierter Professor (professeur associé). Anschließend wurde van der Wyk vom Staatsrat zum außerordentlichen Professor (professeur extraordinaire) der Kolloidchemie sowie der chemischen Thermodynamik ernannt und übte dieses Amt von 1959 bis 1972 in Genf aus. Dann war er vom 1. Oktober 1972 bis 1976 ebenda als Honorarprofessor und in der Verwaltung der Naturwissenschaftlichen Fakultät beschäftigt.